# 安布罗乔·孔塔里尼
安布罗乔·孔塔里尼（英語：Ambrogio Contarini），（1429年—？），文艺复兴时期欧洲威尼斯旅行家。15世纪时，他曾与威尼斯商人外交家吉奥索法特·巴尔巴罗两人一道前往亚洲波斯（今伊朗）旅行。

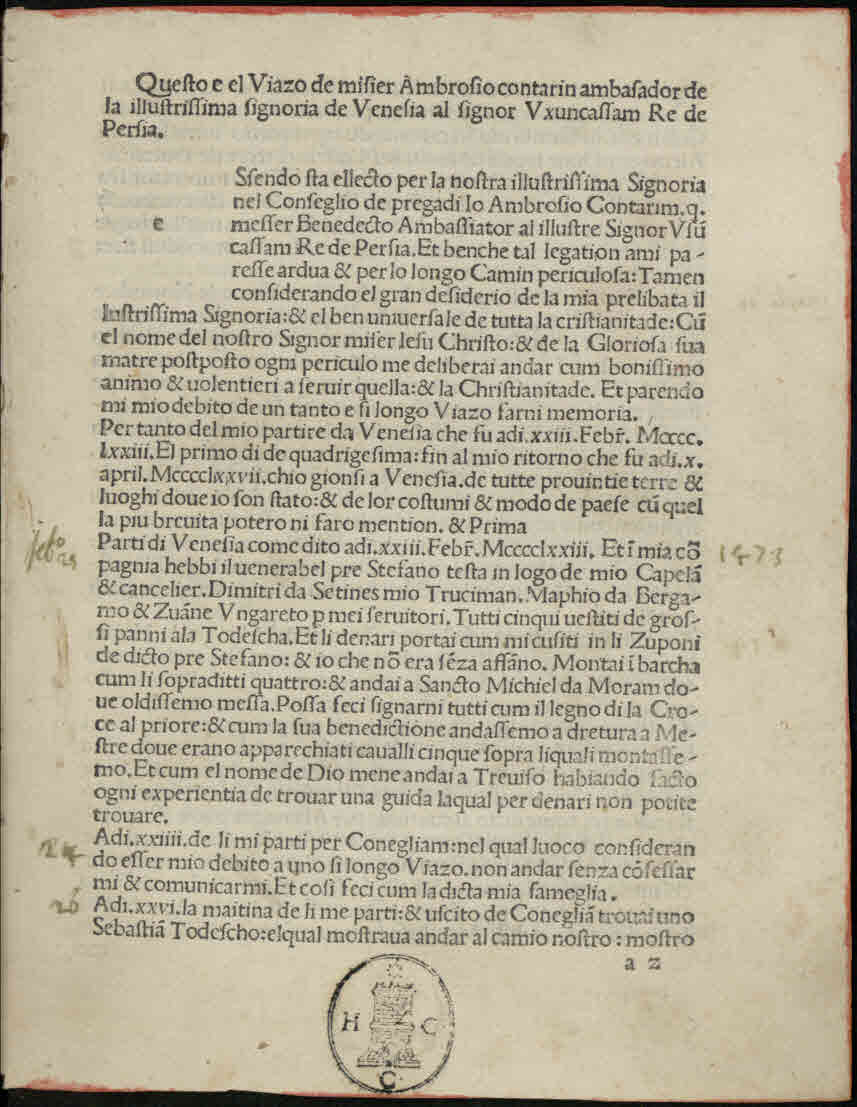
Viaggio al signor Usun Hassan re di Persia, 1487